# Mauritz Salin
Mauritz Johan Salin, född 5 januari 1851 på Henriksholm i Ånimskogs socken, död 20 oktober 1927, var en svensk läkare. Han var son till byggmästaren Carl Salin och Jenny Wohlfahrt. Han var halvbror till Bernhard Salin och Kasper Salin samt far till Karl Salin.
Salin blev 1868 student vid Uppsala universitet, 1873 medicine kandidat där och 1876 medicine licentiat i Stockholm samt promoverades 1878 i Uppsala till medicine doktor, sedan han samma år vid Karolinska institutet framlagt avhandlingen Om den manuela lösningen af efterbörden och qvarstannande efterbördsdelar. Samma år förordnades han till docent i obstetrik och gynekologi vid nämnda institut och utnämndes 1888 till e.o. professor och var 1909–1915 ordinarie professor i dessa ämnen.
I "Svenska läkarsällskapets förhandlingar" och i "Hygiea" publicerade Salin många resultat av sina praktiska erfarenheter, bland vilka särskilt märks Om betydelsen af lifmoderns lägeförändring bakåt (1894), De nervösa sjukdomarnas inflytande på den operativa gynekologien (1898) och  Betydelsen af uteri retrodeviation (1900).
Salin var ledamot av Nobelstiftelsens styrelse 1909–1925 och ledamot av Medicinalstyrelsens vetenskapliga råd från 1913. Han är gravsatt på Norra begravningsplatsen utanför Stockholm.